# Youssouf Traoré (ur. 1967)
Youssouf Traoré (ur. 11 maja 1967) – burkiński piłkarz występujący na pozycji napastnika.

## Kariera klubowa
Karierę rozpoczynał w 1986 roku w zespole Djoliba AC. W 1987 roku przeszedł do burkińskiego Étoile Filante Wagadugu. Cztery razy zdobył z nim mistrzostwo Burkiny Faso (1988, 1990, 1993, 1994), a także trzy razy Puchar Burkiny Faso (1988, 1990, 1993). W 1994 roku został zawodnikiem algierskiego drugoligowca, USM Aïn Beïda. W sezonie 1994/1995 awansował z nim do pierwszej ligi. W 1996 roku odszedł do południowoafrykańskiego Qwa Qwa Stars, gdzie w 1997 roku zakończył karierę.

## Kariera reprezentacyjna
W latach 1994–1996 w reprezentacji Burkiny Faso rozegrał 7 spotkań i zdobył 1 bramkę. W 1996 roku został powołany do kadry na Puchar Narodów Afryki. Zagrał na nim w meczach ze Sierra Leone (1:2), Zambią (1:5, gol) i Algierią (1:2), a Burkina Faso odpadło z turnieju po fazie grupowej.